# Yūta Kamiya
Yūta Kamiya (神谷 優太 Kamiya Yūta?, Yamagata, Yamagata, 24 de abril de 1997) es un futbolista japonés que juega como centrocampista en el Fagiano Okayama de la J1 League.

## Trayectoria

### Clubes
| Club              | País          | Año       |
| ----------------- | ------------- | --------- |
| Shonan Bellmare   | Japón         | 2016-2019 |
| Ehime FC (cedido) | Japón         | 2018-2019 |
| Kashiwa Reysol    | Japón         | 2020-2021 |
| Shimizu S-Pulse   | Japón         | 2022-2023 |
| Gangwon F. C.     | Corea del Sur | 2024      |
| Fagiano Okayama   | Japón         | 2024-     |